# This Is the Life
This Is the Life és l'àlbum debut de la cantant rock escocesa, Amy Macdonald, llançat el 30 de juliol de 2007. Va tenir una gran acceptació i èxit, assolint el número u de les llistes britàniques el 13 de gener de 2008, sent el 14 de març de 2008 doble platí certificat, amb 600.000 còpies venudes al Regne Unit.
L'àlbum va ser a més de 41 setmanes en el "German Top 20 Albums Chart", 26 setmanes en el "German Top 10 Albums Chart", sent per a gener de 2009 triple platí a Alemanya, en superar les 600.000 còpies venudes. A més es va col·locar al cim de llistes dels Països Baixos, Suècia, França i ELS Estats Units. Actualment al voltant del món s'han venut 3.700.000 còpies.

## Llista de cançons
Totes escrites per Amy MacDonald excepte la indicada.
1. "Mr. Rock And Roll" – 3:35
2. "This Is the Life"- 3:05
3. "Poison Prince" – 3:28
4. "Youth Of Today" – 4:00
5. "Run" – 3:50
6. "Let's Start A Band" – 4:05
7. "Barrowland Ballroom" – 3:58
8. "L.A. " - 4:06 (Amy Macdonald i Pete Wilkinson)
9. "A Wish For Something More" - 3:46
10. "Footballer's Wife" - 5:06